# Mariusz Kubisztal
Mariusz Kubisztal (ur. 22 lipca 1976 w Dąbrowie Tarnowskiej) – polski piłkarz ręczny, występujący na pozycji rozgrywającego.

## Życiorys
Jest wychowankiem MKS Pałac Młodzieży Tarnów. Następnie przeszedł do Unii Tarnów, w której występował na poziomie II ligi. W 1999 roku został zawodnikiem MKS Końskie. W barwach tego klubu występował przez dwa lata, w trakcie których w 46 meczach I ligi rzucił 112 bramek. Ponadto z drużyną MKS wywalczył awans do Superligi. W 2001 roku przeszedł do pierwszoligowego Eltastu Radom. Rok później przeszedł do Anilany Łódź. W barwach tego klubu 14 września zadebiutował w Superlidze w przegranym 16:23 spotkaniu z Zagłębiem Lubin. Ogółem dla Anilany w Superlidze Kubisztal zdobył 25 goli w 15 meczach. W 2003 roku powrócił do Unii Tarnów, a w roku 2004 został zawodnikiem Stali Mielec. W sezonie 2005/2006 Kubisztal wraz z klubem awansował do Superligi.  W Superlidze w barwach Stali rozegrał pięć spotkań, a w 2007 roku opuścił klub. W drugiej połowie 2007 roku występował w Orle Przeworsk, po czym przeszedł do Wisły Sandomierz. W 2010 roku przeszedł do Viretu Zawiercie, z którym w sezonie 2010/2011 uzyskał awans do I ligi. W zawierciańskim klubie Kubisztal grał do 2012 roku. Następnie został zawodnikiem KSZO Ostrowiec Świętokrzyski. W 2014 roku odszedł z KSZO i zawiesił treningi. Rok później wznowił karierę, wracając do Wisły Sandomierz. W 2018 roku zakończył karierę.
Jest bratem piłkarzy ręcznych: Michała, Dariusza i Macieja.